# Diazosma pratti
Diazosma pratti är en tvåvingeart som beskrevs av Starý 1995. Diazosma pratti ingår i släktet Diazosma och familjen vintermyggor. Inga underarter finns listade i Catalogue of Life.